# Годмезевашаргей
Го́дмезевашаргей (угор. Hódmezővásárhely) — місто в Угорщині, у медьє Чонґрад. Розташоване в долині річки Тиса. Населення 46 522 мешканці (2012).
Машинобудування (у тому числі сільськогосподарське) і металообробка, трикотажна, фарфоро-фаянсова промисловість.
Є членом руху «Повільне місто» (італ. Cittaslow).

## Міста-побратими
Годмезевашаргей — місто-побратим таких міст:
- Бая, Угорщина
- Хатван, Угорщина
- Кішкунгалаш, Угорщина
- Озд, Угорщина
- Турда, Румунія
- Бая-Маре, Румунія
- Згеж, Польща
- Валорі, Франція (1967)
- Сента, Сербія (1967)
- Гарлемермер, Нідерланди (1989)
- Арад, Румунія (1990)
- Тамар, Ізраїль (1991)
- Кельме, Литва (1991)
- Хегінген, Німеччина (1994)
- Солотвино, Україна (1996)